# Maurice Kottelat
Maurice Kottelat, född 16 juli 1957 i Delémont, Schweiz, är en schweizisk iktyolog, som har beskrivit fler än 440 nya arter av fiskar, bland dem Paedocypris progenetica, världens minsta fisk, och därmed också ett av världens minsta ryggradsdjur.

## Biografi
Kottelat erhöll 1987 en certifikat i vetenskap vid universitetet i Neuchâtel och tog 1989 sin doktorsexamen vid Amsterdams universitet. År 1980 flyttade han till Thailand där han började sin fältforskning om sydostasiatiska och indonesiska sötvattensfiskar. År 1997 skrev han en viktig revision om släktet Coregonus, som inkluderar fiskarterna från Genèvesjön, Bodensjön och andra sjöar i Schweiz. Tillsammans med Dr. Tan Heok Hui arbetade han på Sumatra, där de upptäckte Paedocypris progenetica, som anses vara den minsta fisken i världen. År 2007 publicerade han Handbook of European Freshwater Fishes tillsammans med Jörg Freyhof. Kottelat har beskrivit mer än 440 fiskarter som är nya för vetenskapen.
År 2006 tilldelades Kottelat ett hedersdoktorat vid universitetet i Neuchâtel. Han är tidigare, 1997-2007, och nu 2012-idag (2022) ordförande för European Ichthyological Society. Han är kommissionär för International Commission on Zoological Nomenclature. Under större delen av sin karriär har han inte haft någon akademisk position men arbetat som "frilansande taxonomist". 

## Utmärkelser och hedersbetygelser
- Hedersdoktor vid Université de Neuchâtel[1]

[Redigera Wikidata]
Taxon uppkallade efter Kottelat är
- Rasbora kottelati K. K. P. Lim[9]
- Salmo kottelati Turan, Doğan, Kaya, & Kanyılmaz, 2014 is named after him.[10]